# Badmintoncombinatie Sneek '97
Badminton Combinatie Sneek '97 (afgekort vaak BCS'97) is een badmintonvereniging uit Sneek.
De vereniging is ontstaan uit een fusie van Badmintonclub Garuda (opgericht in 1979) en de SBC (Sneker Badminton Club, opgericht in 1968). Deze fusie vond plaats in 1997. De vereniging had in 2011 een ledenbestand van 140 leden en is aangesloten bij de Nederlandse Badminton Bond. De vereniging geeft elk kwartaal een ledenblad uit. De BCS'97 speelt haar wedstrijden in de sportzalen van Sportcentrum Schuttersveld.
Het eerste team van de club komt uit in de derde klasse.